# Mzansi Tour
De Mzansi Tour was een meerdaagse wielerwedstrijd in Zuid-Afrika, voor het eerst georganiseerd in 2013. De wedstrijd maakte deel uit van de UCI Africa Tour 2014, in de categorie 2.2. De wedstrijd vond jaarlijks, begin april plaats. De editie van 2015 werd geannuleerd, sindsdien is de koers niet meer georganiseerd.

## Lijst van winnaars

### Overwinningen per land
| Overwinningen | Land        |
| ------------- | ----------- |
| 2             | Zuid-Afrika |